# Pittosporum wightii
Pittosporum wightii är en tvåhjärtbladig växtart som beskrevs av A.K. Mukherjee. Pittosporum wightii ingår i släktet Pittosporum och familjen Pittosporaceae. Inga underarter finns listade.